# Kärkölä bykyrka
Kärkölä bykyrka (finska: Kärkölän kyläkirkko) är en liten träkyrka i byn Kärkölä i Pusula i Lojo stad, Nyland. Kyrkan byggdes år 1842 som bykyrka vid en tidpunkt då endast en stig gick till huvudkyrkan i Pusula. Kärkölä bykyrka hör till Lojo församling i Pusula regionförsamling och Esbo stift.
Kyrkogården bredvid kyrkan har använts för begravning innan kyrkan var färdig. Klockstapeln byggdes 20 år senare. Fram till dess var kyrkklockan kopplad mellan två björkar. Kärkölä kyrka är den äldsta byggnaden i Kärkölä by.

## Historia
Kärkölä vildmarksbyn fick en permanent bosättning i början av 1760-talet och 20 år senare försökte Kärköläborna bygga sin egen kyrka med gravgård. Först fick dom inget tillstånd att bygga kyrkan eftersom bybornas ägande av landet var fortfarande oklart och invånarnas möjligheter att bygga sin egen kyrka ansågs inte tillräckliga. År 1783 godkände Åbo domkapitel byggandet av kyrkan och upprättandet av kyrkogården.
Byggandet av Kärkölä bykyrkan började bara ett halvt sekel senare. Kyrkan byggdes med talkokrafter, där alla invånare i byn deltog med sina krafter och resurser. Byggmaterialet donerades av Kärköläborna och spikar och gångjärn var smiddes i Kärkölä. Bara predikstolen från 1600-talet och votivskeppet hämtades någon annanstans.
Det skrevs på väggen i kyrkan att "År 1840 har byggandet av denna Herrens hus börjat. År 1842 har den blivit färdig".

## Inventarier
Kärkölä bykyrkans altartavla är målad av Eeli Jaatinen år 1941, ursprungligen till Terijoki kyrkan. Temat är ´Jesus lugnar ner stormen på Gennesaretsjön´. Jaatinen målade altartavlan i sakristan av Terijoki kyrkan. Terijoki var nära frontten under fortsättningskriget och när Jaatinen målade var han tvungen att fly granaterna till kyrkans källare. I Terijoki var altartavlan framme bara vid en gudstjänst. Kärköläborna samlade summan på 33 000mk och köpte altartavlan från Jaatinen.

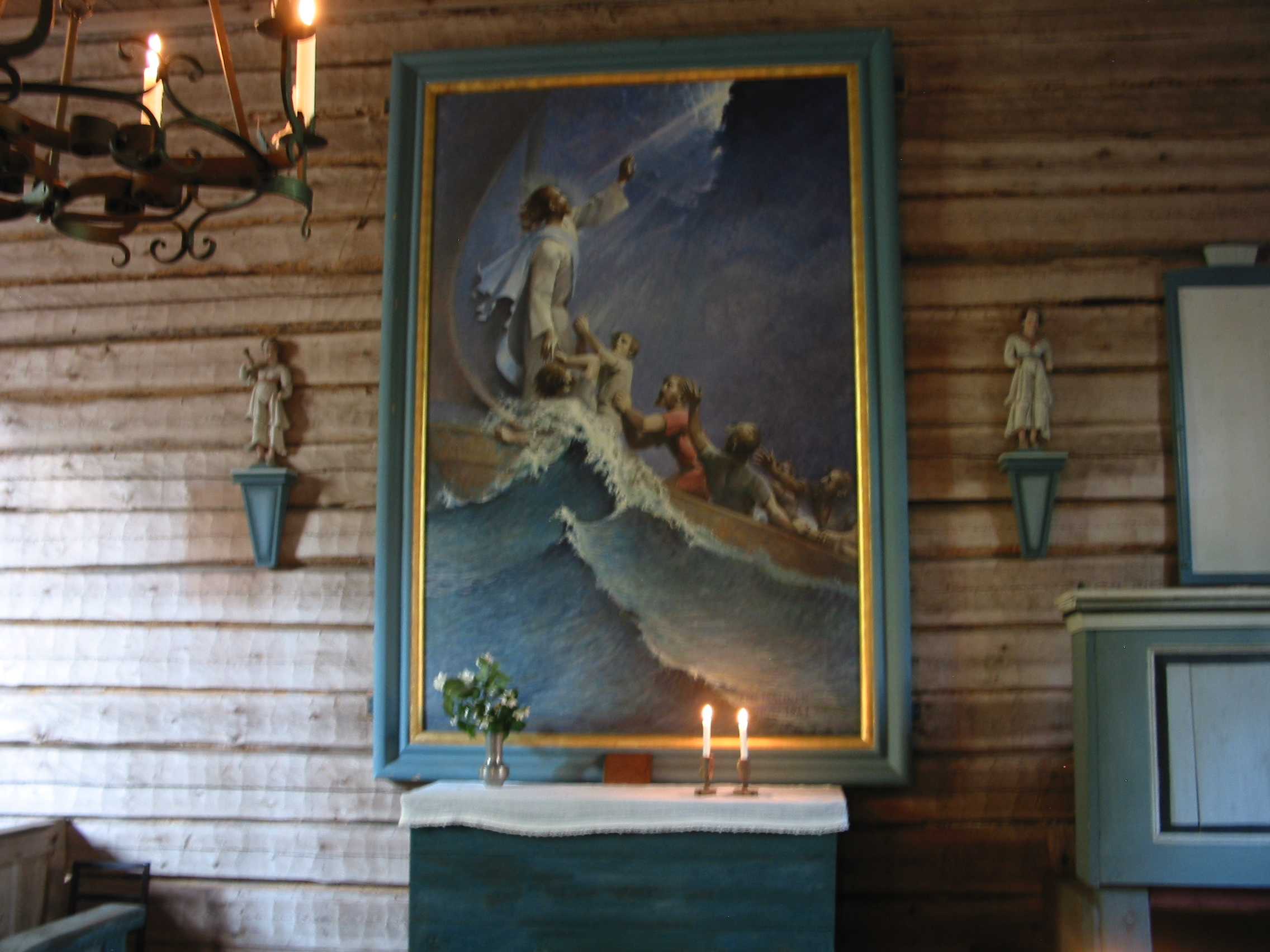
Altartavlan och två medeltida träskulpturer

Kärköläs kvinnor vävde kyrkans mattor, vars varpar var gjorda av lin som odlades i Kärkölä och väven erhölls från lindfiber. Mattorna slutfördes till kyrkans 100-årsjubileum, som försenades med sex år på grund av kriget.